# Макошика
Парк штата «Макошика» (англ. Makoshika State Park) расположен в восточной части Монтаны неподалёку от города Глендайв в округе Досон.

## Описание

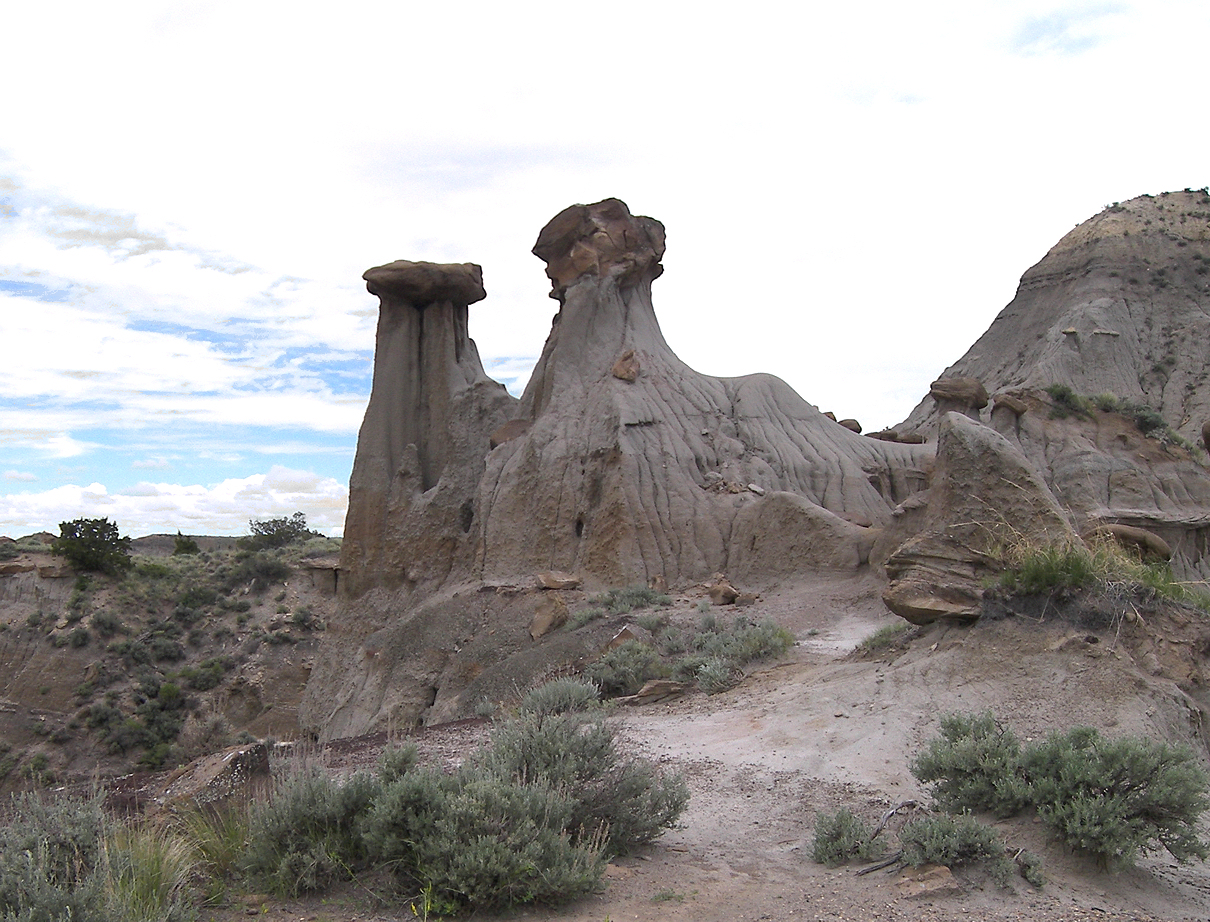
Необычные скальные образования в парке, июнь 2008 года

Первые попытки придать этой территории охраняемый статус предпринимались ещё в 1893 году, после обнаружения здесь многочисленных окаменелостей динозавров, однако статус Парк штата был получен лишь в 1953 году. Ныне Макошика является самым крупным парком штата и занимает площадь в 46,7 км², рельеф — бедленды формации Хелл-Крик. Высота над уровнем моря — 650—810 метров. Своё имя парк получил от слова из языка индейцев лакота, означающего «плохие, бесплодные земли».
C конца XIX века здесь находят кости и целые скелеты динозавров, таких как трицератопсы, тираннозавры, гадрозавры, анкилозавры, орнитомимы, а в 1997 году экспедиция известного палеонтолога Джека Хорнера обнаружила здесь останки тесцелозавров.
В парке обитают 40 видов птиц, 5 видов летучих мышей и около 150 видов растений.
Для посетителей устроены площадки для игры в 18-луночный диск-гольф, амфитеатр, где в хорошую погоду под открытым небом проводятся образовательные лекции и демонстрации, палеонтологический музей, сувенирный магазин.

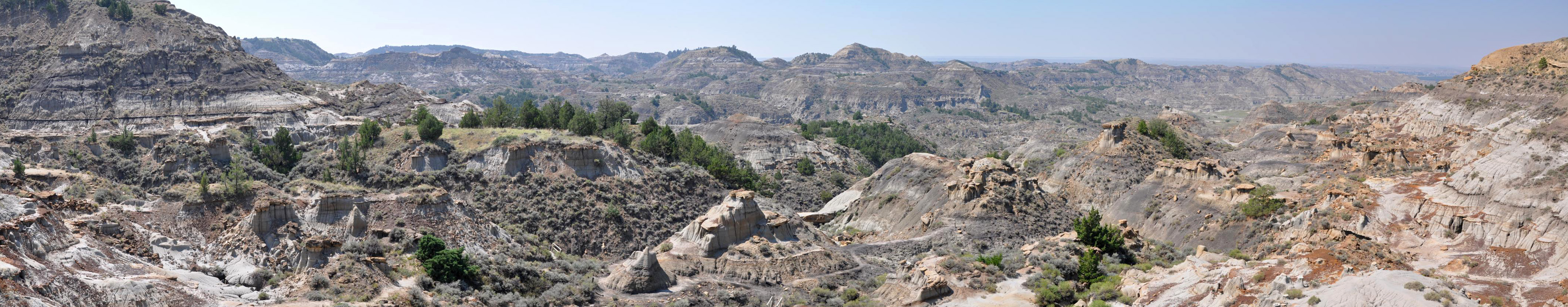
Панорама парка, август 2012 года